# اچ‌ام‌اس ریونج (۱۸۹۲)
اچ‌ام‌اس ریونج (۱۸۹۲) (به انگلیسی: HMS Revenge (1892)) یک کشتی بود که طول آن ۴۱۰ فوت ۶ اینچ (۱۲۵٫۱۲ متر) بود. این کشتی در سال ۱۸۹۲ ساخته شد.